# 성산구
성산구(城山區)는 대한민국 경상남도 창원시의 중동부에 있는 구이다. 2010년 7월 1일 인근의 마산시, 진해시와 통합한 새로운 창원시가 출범하면서 신설되었으며, 구청은 통합 이전의 성주동 행정복지센터를 사용하고 있다. 창원시청의 소재지기도 하다.

## 역사
청동기 시대는 창원분지 중심지 일대 취락을 형성하였다. 지석묘, 석관묘, 패총 등의 유적이 발견된다. 삼한 시대에는 변한의 일부 그들의 철기문화가 야철지에서 발견된다. 통일신라시대에는 의안군이라고 명명했으며, 고려시대는 의창현이라고 이름을 불렀다.
조선 시대에 와서 조선 태종 8년, 1408년 창원도호부로 불리게 되며, 선조 34년 1601년에는 창원대도호부가 되었다가 다시 고종 32년 1895년 창원군이 되었다. 대한제국 광무 3년 1899년 창원부로 명명되게 된다.
창원이 시로 승격이 된 것은 1980년 4월 1일이었고, 2010년 6월 7일에 일반구 설치에 대해 행정안전부 승인을 받아 2010년 7월 1일에 통합 창원시가 출범하면서 성산구가 개청하게 되었다.
- 2010년 7월 1일: 구제(區制)가 실시되어 경상남도 창원시 성산구를 신설하였다.[4]
- 2021년 7월 1일: 통합시 출범 당시부터 반송동이 월경지로 문제가 되었는데, 의창구에서 용지동, 팔룡동 중 대원동 일대, 봉림동의 일부를 편입하여 해결되었다.[5]

### 지명 유래
성산구의 이름은 창원의 옛 지명인 성산(城山)에서 따왔는데 창원시 성산구 내동 소재 구릉을 가리키며, 창원분지 중심지로 남천을 끼고 있는 성산에는 과거 외동 성산마을 지역에 창원공업단지를 조성하는 도중 발견된 사적 제240호 성산패총을 비롯하여 야철지와 통일신라시대 정치체제 중심인 치소(治所)임을 짐작케하는 장방형 산성 유적 등이 분포하고 있다. 특히 성산 야철지 유적은 과거 삼한시대 창원지역에 철기문화가 꽃피웠음을 나타내며, 동일 지역에 오늘날 우리나라 기계산업의 메카로 성장한 창원국가산업단지가 입지하고 있음은 남다른 의미를 지닌다.
이 때문에 통합 창원시 출범 이전인 2010년 4월 17일부터 4월 21일까지 실시된 구청 명칭 공모에서는 기존 국회의원 창원시 을선거구에 해당하는 창원 남부에 신설되는 구(區)의 행정구역명으로 '성산'이 가장 선호하는 것으로 나타났다.  이는 5월 6일 창원컨벤션센터에서 개최된 통합준비위원회 제13차 회의에서 이루어진 구 명칭 최종 결정에서도 그대로 반영되었다.
성산이란 구의 이름은 과거 성산지역을 기반으로 번영을 누린 선조의 얼이 담긴 역사적 지명 "성산"을 구 명칭으로 사용함으로써 창원국가산업단지를 기반으로 향후 창원시 번영을 선도하는 성산구로 자리매김 하고자 하는 의미를 담고 있는 명칭이다.

## 행정 구역
성산구의 행정 구역은 46개의 법정동을 8개의 행정동으로 관리하고 있다. 성산구의 인구는 2021년 7월 말 주민등록 기준으로 25만3362명, 10만4562가구이고, 면적은 89.06km2이다.
| 행정동   | 영어     | 면적  | 인구    | 세대    | 행정 구역       |
| -------- | -------- | ----- | ------- | ------- | --------------- |
| 반송동   | 盤松洞   | 2.3   | 41,395  | 15,451  | 성산구 행정구역 |
| 용지동   | 龍池洞   | 2.65  | 29,654  | 13,255  | 성산구 행정구역 |
| 중앙동   | 中央洞   | 8.87  | 34,547  | 17,730  | 성산구 행정구역 |
| 상남동   | 上南洞   | 1.14  | 27,885  | 10,653  | 성산구 행정구역 |
| 사파동   | 沙巴洞   | 8.06  | 45,095  | 18,465  | 성산구 행정구역 |
| 가음정동 | 加音丁洞 | 2.89  | 40,670  | 15,943  | 성산구 행정구역 |
| 성주동   | 聖住洞   | 24.94 | 26,335  | 9,645   | 성산구 행정구역 |
| 웅남동   | 熊南洞   | 38.13 | 7,781   | 3,420   | 성산구 행정구역 |
| 성산구   | 城山區   | 89.06 | 253,362 | 104,562 | 성산구 행정구역 |

* 인구·세대는 2021년 7월 31일 주민등록 기준

## 인구 추이
창원시 성산구(에 해당하는 영역)의 연도별 인구 추이
| 연도   | 총인구    |  |
| ------ | --------- |  |
| 2010년 | 255,252명 |  |
| 2015년 | 234,399명 |  |

## 관광
- 삼귀해안

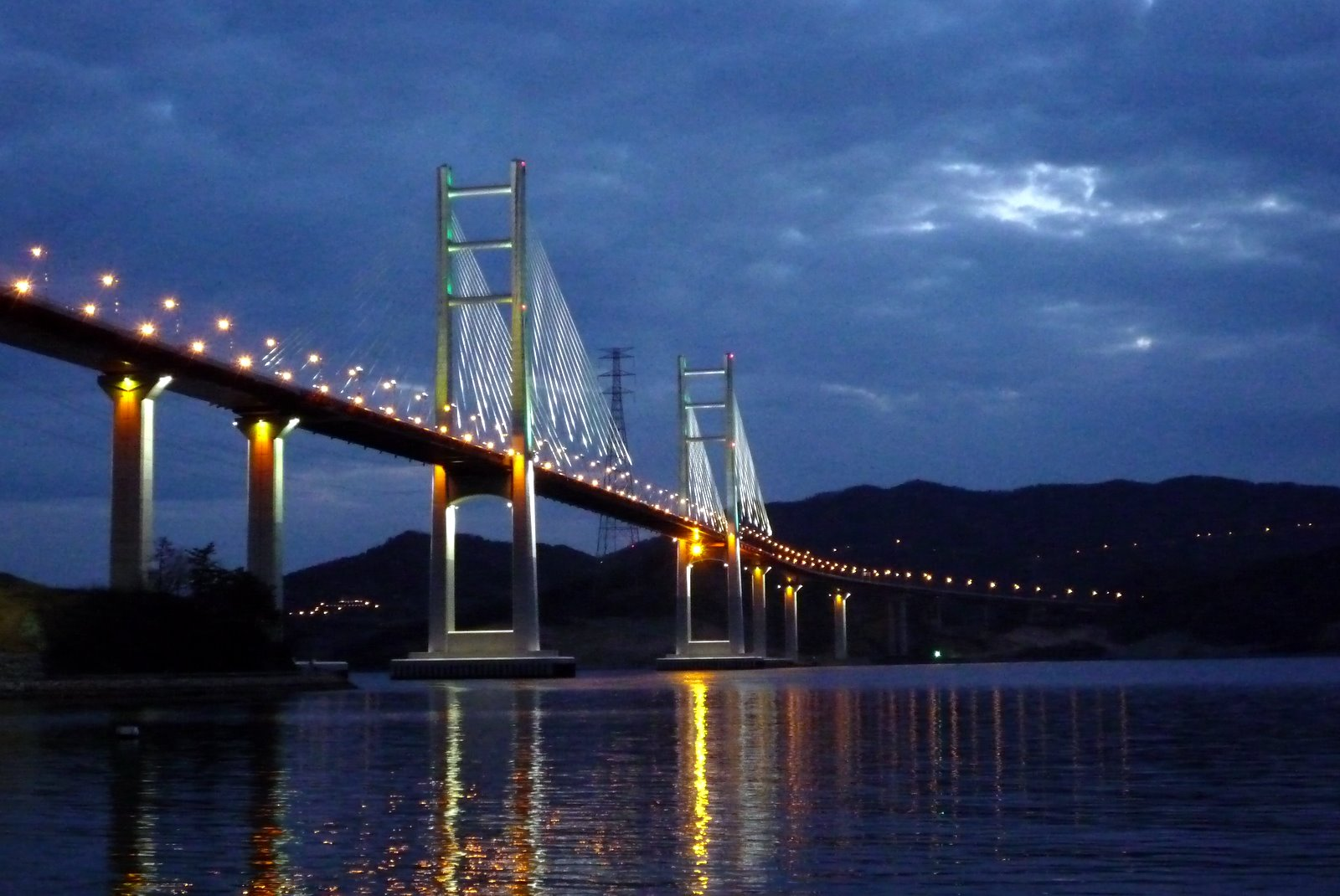
마창대교

아름다운 해안과 마창대교 야경 등 볼거리가 풍부
- 성주사

창원 제1의 사찰로 천선동 소재, 신라 흥덕왕 10년(835) 창건
- 불곡사

불곡사는 창원시 대방동에 있으며, 935년 고려 태조 18년에 창건되었다.
- 안민고개

안민동 ~ 태백동간 9Km에 달하는 아름다운 고갯길
- 테마공원

장미공원, 젊은이의 광장, 대방녹지공원, 대방체육공원, 가음정체육공원, 중앙체육공원, 내동공원, 88올림픽공원, 반송공원, 대상공원, 덕정공원, 월림공원, 남지공원, 양곡공원, 불모산공원, 삼정자 전통놀이공원, 가음정공원, 상남공원, 상남분수광장, 웅남공원

## 교통
창원평야(개발전)를 따라 흐르는 남천을 끼고 창원분지 중심부에 위치한 교통의 요지이다. 각종 터널과 교량의 입지로 부산, 김해, 서부경남 방향 교통의 관문 역할을 하고 있다.

### 도로
주요 간선도로가 관통한다.
- 국도 제2호선
- 국도 제77호선
- 국도 제25호선

### 터널
- 창원터널
- 안민터널

### 교량
- 봉암대교
- 마창대교

### 철도
- 남창원역
- 성주사역

### 시외버스
- 남산시외버스정류소

## 주요 시설 및 문화유적
- 창원시청
- 경상남도교육청
- 창원지방법원
- 창원축구센터 : 경남 FC의 홈 경기장
- 한국기계연구원
- 성산패총
- 불곡사(佛谷寺)

- 사립전문대학
  - 창원문성대학

### 기타 시설
- 창원컨벤션센터
- 더 시티7 : 주상복합단지
- 창원과학체험관 : 경남 유일의 과학관이다.
- 용지호수

### 스포츠
- 창원스포츠센터
  - 창원종합운동장
  - 창원실내체육관
- 창원국제사격장

## 갤러리

창원시청
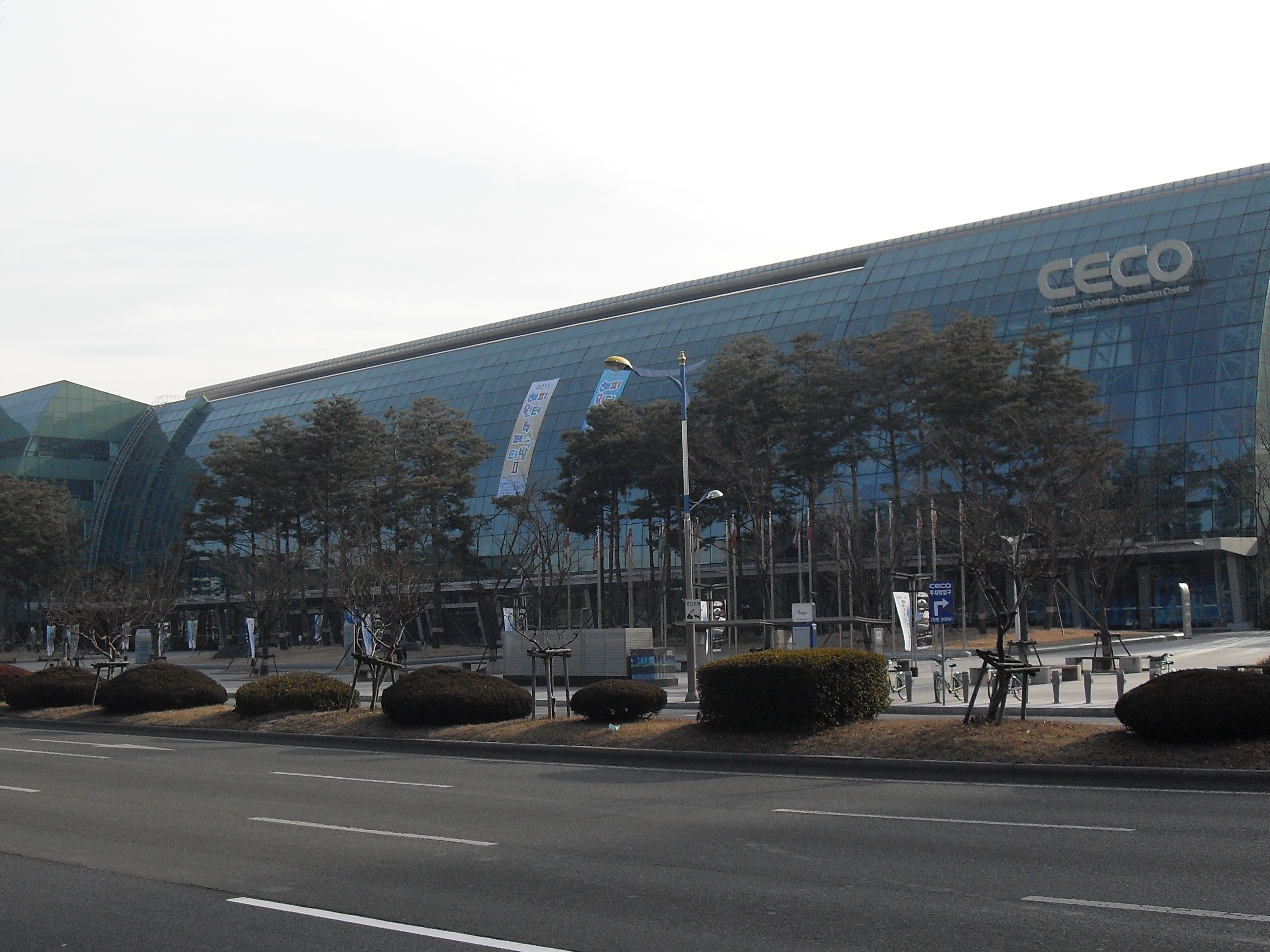
창원컨벤션센터
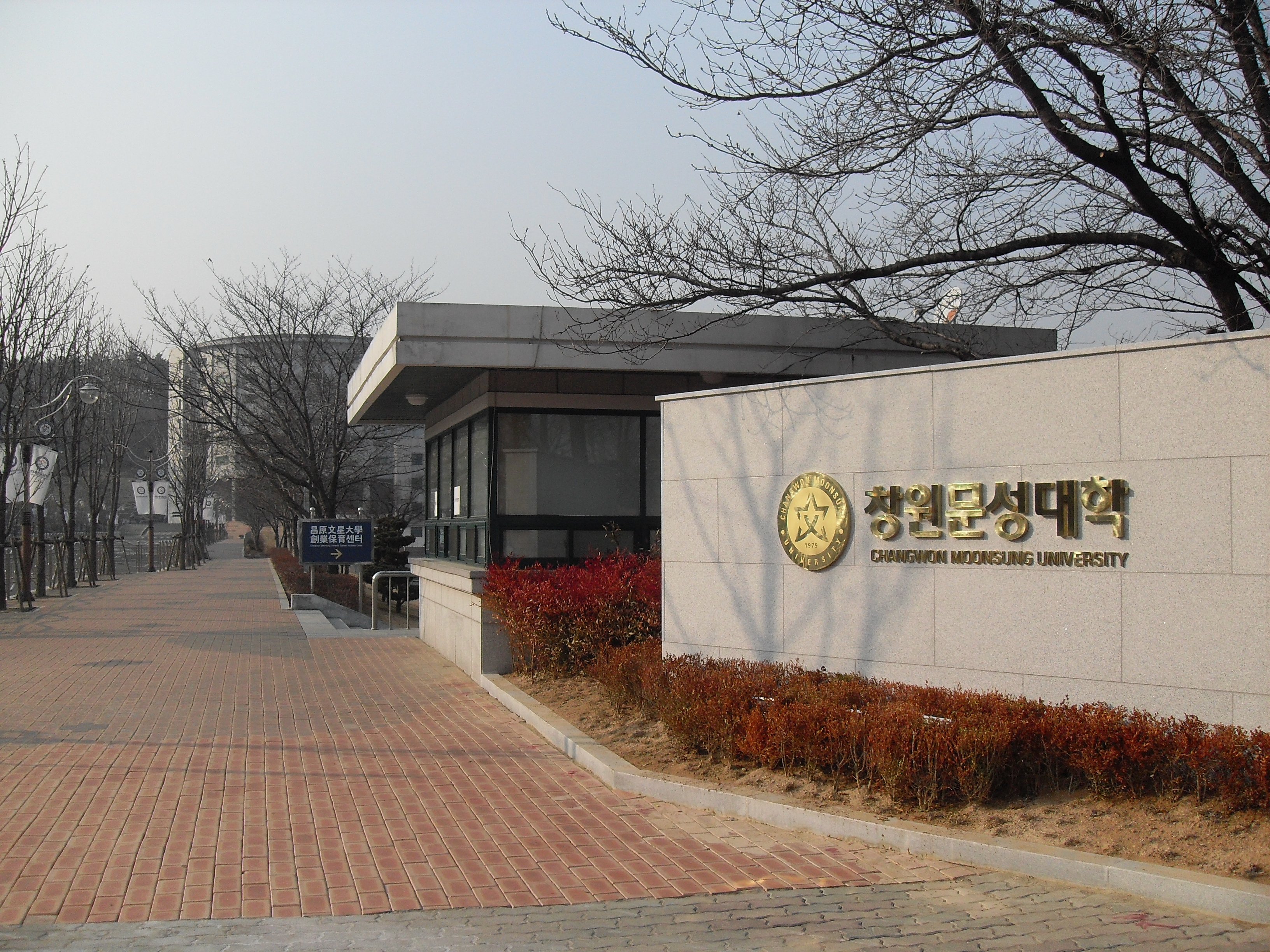
창원문성대학 정문
창원과학체험관

## 자매 결연 도시
- 대한민국 전북특별자치도 익산시
- 일본 나가노시
- 스페인 바르셀로나 시
- 대한민국 경상북도 영양군
- 멕시코 멕시코시티 시
- 미국 노스캐롤라이나주

## 같이 보기
- 창원시
- 의창구
- 진해구